# Cirrhilabrus temminckii
Cirrhilabrus temminckii là một loài cá biển thuộc chi Cirrhilabrus trong họ Cá bàng chài. Loài này được mô tả lần đầu tiên vào năm 1853.

## Từ nguyên
Từ định danh temminckii được đặt theo tên của Coenraad Jacob Temminck, cố giám đốc của Rijksmuseum van Natuurlijke Historie, Bảo tàng Lịch sử Tự nhiên Quốc gia của Hà Lan (tọa lạc tại Leiden), là người cùng với Hermann Schlegel đã mô tả về loài cá này trong Fauna Japonica (sách chuyên khảo về động vật học của Nhật Bản xuất bản năm 1845) nhưng lại không đặt tên cho nó.

## Phạm vi phân bố và môi trường sống
C. temminckii được phân bố trải dài từ Nhật Bản đến Tây Úc, với ít nhất bốn kiểu hình khác biệt được biết đến ở loài cá này.
Kiểu hình thứ nhất, được gọi là kiểu chuẩn, có phạm vi từ đảo Jeju (Hàn Quốc), dọc theo vùng biển phía nam Nhật Bản và quần đảo Ryukyu trải dài đến đảo Đài Loan, một phần Philippines và cũng được ghi nhận tại Nha Trang (Việt Nam).
Kiểu hình thứ hai của C. temminckii cũng được tìm thấy ở Philippines, nhưng chỉ giới hạn ở khu vực đảo Cebu, nên được gọi là C. cf. temminckii "Cebu". Kiểu hình thứ ba lại phổ biến hơn ở Philippines và Indonesia, gọi là C. cf. temminckii "Phi-Indo", nhưng điều đáng nói là kiểu hình này hoàn toàn không được nhìn thấy ở Cebu. Kiểu hình còn lại, hay C. cf. temminckii "Tây Úc", chỉ được tìm thấy ở ngoài khơi Tây Úc, bao gồm cả quần đảo Ashmore và Cartier. Các kiểu hình này nhiều khả năng là những loài ẩn sinh (cryptic species) của C. temminckii "chuẩn".
C. temminckii sinh sống gần các rạn san hô trên nền đá vụn ở độ sâu khoảng 3–35 m.

## Mô tả

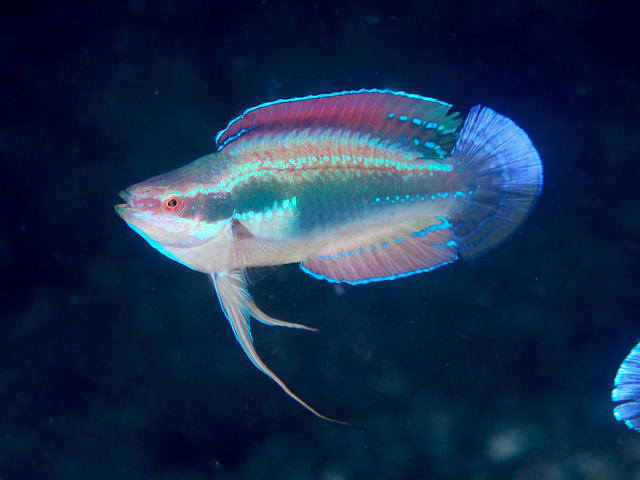
Cá đực mùa giao phối (kiểu hình chuẩn ở Nhật Bản)

Chiều dài lớn nhất được ghi nhận ở C. temminckii là 10 cm.
Số gai ở vây lưng: 11; Số tia vây ở vây lưng: 9; Số gai ở vây hậu môn: 3; Số tia vây ở vây hậu môn: 9; Số tia vây ở vây ngực: 15; Số gai ở vây bụng: 1; Số tia vây ở vây bụng: 5.

## Phân loại học
C. temminckii và những loài ẩn sinh của nó hình thành một nhóm phức hợp loài với Cirrhilabrus balteatus, Cirrhilabrus beauperryi, Cirrhilabrus punctatus và Cirrhilabrus katherinae.

## Sinh thái học
C. temminckii thường sống theo đàn và ăn động vật phù du. C. temminckii có thể lai tạp với những thành viên trong phức hợp có cùng phạm vi phân bố.

## Thương mại
Những kiểu hình của C. temminckii đều xuất hiện trong ngành buôn bán cá cảnh.